# Termes panamaensis
Termes panamaensis är en termitart som först beskrevs av John Otterbein Snyder 1923.  Termes panamaensis ingår i släktet Termes och familjen Termitidae. Inga underarter finns listade i Catalogue of Life.